# Neptunus (honkbal)
Neptunus Baseball & Softball is een honk- en softbalvereniging uit Rotterdam, Zuid-Holland, Nederland. De club was tot 2011 de honk- & softbalafdeling van de op 1 juni 1900 opgerichte omnisportvereniging RV & AV Neptunus. De thuiswedstrijden worden in het "Neptunus Familiestadion" gespeeld. Leden van de club noemen zich Neptunianen.

## Vereniging
Hoewel Neptunus van oorsprong een voetbalvereniging was, werd de club vooral bekend door het honkbal. De honkbalafdeling werd opgericht op 3 mei 1943. Zeventien jaar later volgde op 1 juni 1960 de oprichting van de softbaltak (voor vrouwen).

## Honkbal
Nationaal won Neptunus tot dusver het record aantal van twintig titels (waarvan 18 in de Holland Series) om het landskampioenschap van Nederland en werd vijftien keer de beker gewonnen.
Landskampioen (20x) in: 1981, 1991, 1993, 1995, 1999, 2000, 2001, 2002, 2003, 2004, 2005, 2009, 2010, 2013, 2014, 2015, 2016, 2017, 2018, 2024
Bekerwinnaar (15x) in: 1992, 1995, 1997, 1999, 2000, 2001, 2002, 2003, 2005, 2009, 2010, 2011, 2013, 2014, 2017
Internationaal is Neptunus sinds 1990 ook zeer succesvol. Vijftien keer werd er een Europa Cup gewonnen. Daarnaast werd ook zeven keer beslag gelegd op de Europese Supercup.
Europa Cup 1 (10x) winnaar in: 1994, 1996, 2000, 2001, 2002, 2003, 2004, 2015, 2017, 2018
Europa Cup 2 (5x) winnaar in: 1990, 1993, 1998, 1999, 2007
Europese Supercup (7x) in: 1995, 1997, 1999, 2000, 2001, 2002, 2003

## Stadion

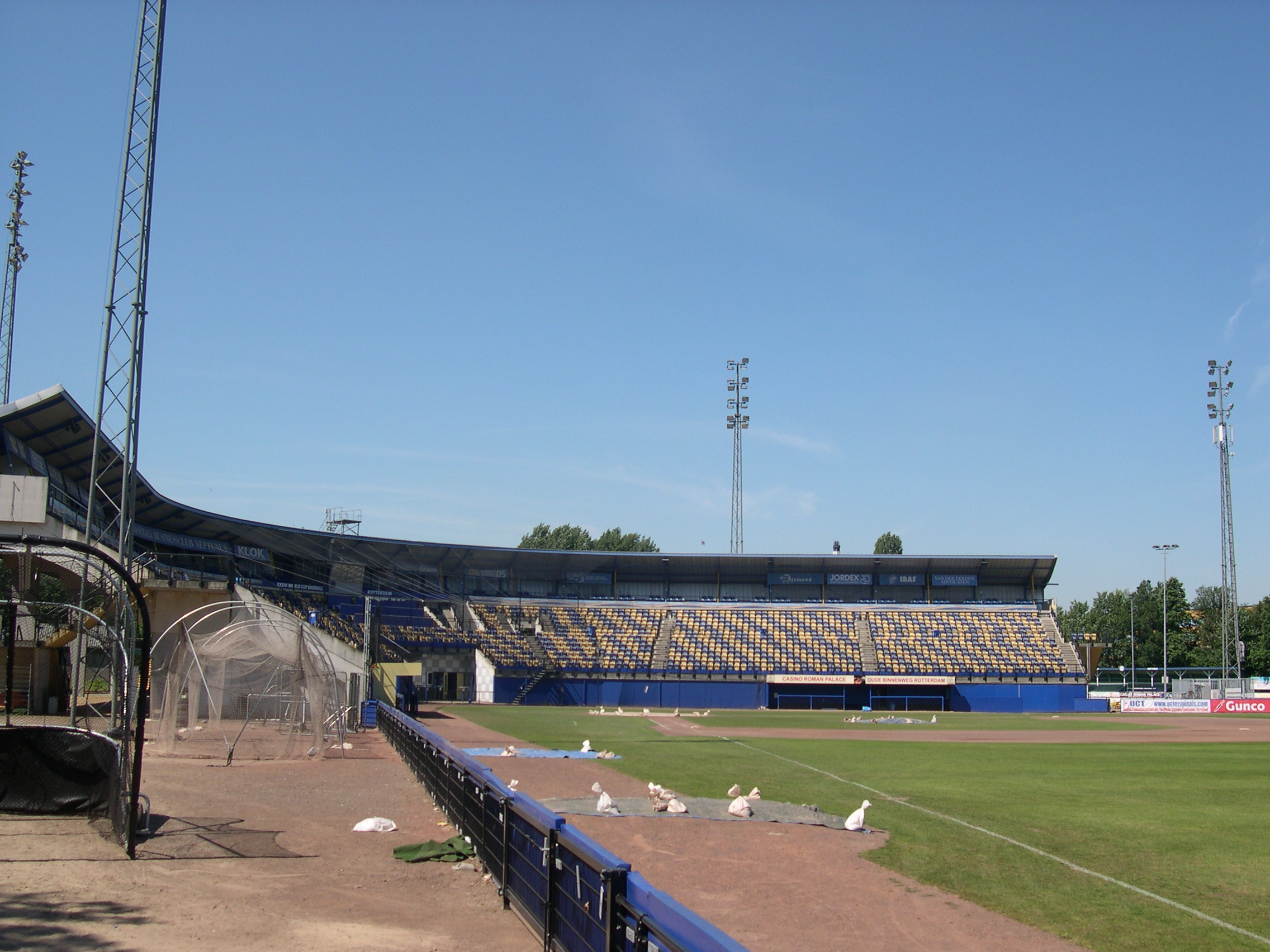
Het Neptunus Familiestadion

De club beschikt over een eigen stadion: het Neptunus Familiestadion, dat in april 1999 in gebruik werd genomen. Het complex, gelegen aan de Abraham van Stolkweg, telt 2500 vaste zitplaatsen, met op de bovenste ring 26 overdekte sponsorboxen waardoor het totaal aantal zitplaatsen op 2760 komt. In het stadion zijn twaalf kleedkamers, twee massagekamers, één scheidsrechterskleedkamer en één fitnessruimte. Op de 1e verdieping is een business lounge die wordt gebruikt voor de Business Club. Het Neptunusonderkomen was het hoofdstadion bij het in Nederland gehouden WK 2005. In het stadion wordt tweejaarlijks het World Port Tournament gehouden.

## Bekende oud-spelers
- Bob van Aalen, rugnummer 22
- Robert Eenhoorn, rugnummer 16
- Harry Koster, rugnummer 14

Amsterdam Pirates · Curaçao Neptunus · DSS/Kinheim · HCAW · Oosterhout Twins · Hoofddorp Pioniers · RCH-Pinguins · UVV
Holland Series